# Masokis
Masokis è una serie a fumetti di genere nero italiano nata sulla scia del successo di Diabolik e pubblicata in Italia dalla casa editrice Europresse nel 1966.

## Trama
La protagonista è Masokis, alter ego di Barbara, una donna dalla contorta personalità che vive incredibili avventure.

## Storia editoriale
Vennero pubblicati 5 volumi in formato tascabile tipico del genere (12x17 cm) a 128 pagine. I primi due volumi sono numeri unici mentre la serie vera e propria incomincia con il terzo episodio pubblicato nel luglio 1966. Le sceneggiature sono scritte da Dick Meson e i disegni sono opera di Tullio Rolandi, già all'opera per lo stesso editore su Selene e Misterous. La serie chiude dono soli tre numeri due mesi dopo.

### Elenco episodi
| n. | Titolo                    | Data           | Note                          |
| -- | ------------------------- | -------------- | ----------------------------- |
| /  | Donne & droga             | marzo 1966     | supplemento a Misterious n. 3 |
| /  | Rapina in prima pagina    | maggio 1966    | pubblicato come numero unico  |
| 1  | Nelle grinfie della morte | luglio 1966    | primo albo a essere numerato  |
| 2  | Massacro                  | agosto 1966    |                               |
| 3  | Una tigre alla dinamite   | settembre 1966 |                               |